# Кубок России по волейболу среди женщин 2016
24-й розыгрыш Кубка России по волейболу среди женских команд памяти Гиви Ахвледиани проходил с 25 ноября по 28 декабря 2016 года с участием 12 команд (10 представителей суперлиги и две — высшей лиги «А»). Победителем турнира в 3-й раз в своей истории стала команда «Динамо-Казань».

## Формула розыгрыша
Розыгрыш состоял из двух этапов — предварительного и финального. Предварительный этап включал 4 групповых турнира, финальный прошёл в формате «финала четырёх» (два полуфинала и два финала — за 3-е и 1-е место). Первичным критерием при распределении мест в группах являлось общее количество побед, далее — количество очков, соотношение партий, мячей, результаты личных встреч. За победы со счётом 3:0 и 3:1 команды получали — по 3 очка, за победы 3:2 — по 2, за поражения 2:3 — по одному, за поражения 0:3 и 1:3 очки не начислялись.

## Предварительный этап
Матчи проводились в четырёх группах, в которых команды играли в один круг. В финальный этап вышли победители групповых турниров.

### Группа 1
Воронеж
| М | Команда                         | 1   | 2   | 3   | И | В | П | С/П | О |
| - | ------------------------------- | --- | --- | --- | - | - | - | --- | - |
| 1 | «Динамо» (Москва)               |     | 3:0 | 3:0 | 2 | 2 | 0 | 6:0 | 6 |
| 2 | «Ленинградка» (Санкт-Петербург) | 0:3 |     | 3:1 | 2 | 1 | 1 | 3:4 | 3 |
| 3 | «Воронеж» (Воронеж)             | 0:3 | 1:3 |     | 2 | 0 | 2 | 1:6 | 0 |

25 ноября: Ленинградка — Воронеж 3:1 (25:21, 24:26, 25:22, 25:20).
26 ноября: Динамо (М) — Ленинградка 3:0 (25:15, 25:23, 25:19).
27 ноября: Динамо (М) — Воронеж 3:0 (25:10, 25:10, 25:17).

### Группа 2
Красноярск
| М | Команда                                | 1   | 2   | 3   | И | В | П | С/П | О |
| - | -------------------------------------- | --- | --- | --- | - | - | - | --- | - |
| 1 | «Енисей» (Красноярск)                  |     | 3:0 | 1:3 | 2 | 1 | 1 | 4:3 | 3 |
| 2 | «Метар» (Челябинск)                    | 0:3 |     | 3:0 | 2 | 1 | 1 | 3:3 | 3 |
| 3 | «Уралочка-НТМК» (Свердловская область) | 3:1 | 0:3 |     | 2 | 1 | 1 | 3:4 | 3 |

25 ноября: Енисей — Метар 3:0 (25:18, 25:21, 25:23).
26 ноября: Метар — Уралочка-НТМК 3:0 (25:12, 25:23, 25:17).
27 ноября: Уралочка-НТМК — Енисей 3:1 (25:22, 25:22, 16:25, 25:22).

### Группа 3
Балаково
| М | Команда                        | 1   | 2   | 3   | И | В | П | С/П | О |
| - | ------------------------------ | --- | --- | --- | - | - | - | --- | - |
| 1 | «Протон» (Саратовская область) |     | 3:2 | 3:0 | 2 | 2 | 0 | 6:2 | 5 |
| 2 | «Динамо» (Краснодар)           | 2:3 |     | 3:2 | 2 | 1 | 1 | 5:5 | 3 |
| 3 | «Сахалин» (Южно-Сахалинск)     | 0:3 | 2:3 |     | 2 | 0 | 2 | 2:6 | 1 |

25 ноября: Протон — Сахалин 3:0 (25:21, 25:22, 25:13).
26 ноября: Динамо (Кр) — Сахалин 3:2 (21:25, 25:22, 25:23, 22:25, 15:13).
27 ноября: Протон — Динамо (Кр) 3:2 (22:25, 25:20, 22:25, 26:24, 15:11).

### Группа 4
Череповец
| М | Команда                                 | 1   | 2   | 3   | И | В | П | С/П | О |
| - | --------------------------------------- | --- | --- | --- | - | - | - | --- | - |
| 1 | «Динамо-Казань» (Казань)                |     | 3:0 | 3:0 | 2 | 2 | 0 | 6:0 | 6 |
| 2 | «Заречье-Одинцово» (Московская область) | 0:3 |     | 3:1 | 2 | 1 | 1 | 3:4 | 3 |
| 3 | «Северянка» (Череповец)                 | 0:3 | 1:3 |     | 2 | 0 | 2 | 1:6 | 0 |

24 ноября: Заречье-Одинцово — Северянка 3:1 (26:24, 18:25, 25:23, 26:24).
25 ноября: Динамо-Казань — Заречье-Одинцово 3:0 (25:21, 25:16, 25:23).
26 ноября: Динамо-Казань — Северянка 3:0 (25:15, 25:23, 25:15).

## Финал четырёх
27—28 декабря 2016. Казань
Участники: 
«Динамо-Казань» (Казань)
«Динамо» (Москва)
«Протон» (Саратовская область)
«Енисей» (Красноярск)

### Полуфинал
27 декабря
«Динамо» (Москва) — «Енисей»
3:0 (25:16, 25:14, 25:17).
«Динамо-Казань» — «Протон»  
3:1 (25:18, 19:25, 25:15, 25:10).

### Матч за 3-е место
28 декабря
«Протон» — «Енисей» 
3:0 (26:24, 25:23, 25:19).

### Финал
| 28 декабря 2016 | \| «Динамо-Казань» Казань \| 3:1 \| «Динамо» Москва \| \| Ирина Воронкова (11) Ирина Заряжко (19) Дарья Столярова (24) Элица Василева (14) Марина Марюхнич (9) Ирина Филиштинская (1) Екатерина Уланова (либеро) Елена Ежова Юлия Подскальная Евгения Старцева (3) Ольга Бирюкова \| Голы \| Майя Поляк (15) Екатерина Панкова (4) Бетания де ла Круз (11) Ирина Фетисова (7) Наталия Гончарова (16) Яна Щербань (14) Анна Малова (либеро) Екатерина Бавыкина Вера Ветрова (1) \| | Казань Центр волейбола «Санкт-Петербург» |
| Счёт по партиям — 25:23, 25:20, 26:28, 25:15. Время матча — 2 часа 2 минуты. Судьи: Андрей Зенович (Ростов-на-Дону), Иван Чумак (Новосибирск).                                                                          | | |
| «Динамо-Казань» Казань | 3:1 | «Динамо» Москва |
| Ирина Воронкова (11) Ирина Заряжко (19) Дарья Столярова (24) Элица Василева (14) Марина Марюхнич (9) Ирина Филиштинская (1) Екатерина Уланова (либеро) Елена Ежова Юлия Подскальная Евгения Старцева (3) Ольга Бирюкова | Голы | Майя Поляк (15) Екатерина Панкова (4) Бетания де ла Круз (11) Ирина Фетисова (7) Наталия Гончарова (16) Яна Щербань (14) Анна Малова (либеро) Екатерина Бавыкина Вера Ветрова (1) |

### Итоги

#### Положение команд
| «Динамо-Казань» (Казань)       |
| «Динамо» (Москва)              |
| «Протон» (Саратовская область) |
| 4. «Енисей» (Красноярск)       |

#### Призёры
«Динамо-Казань» (Казань): Елена Ежова, Марина Марюхнич, Юлия Подскальная, Ирина Заряжко, Ирина Воронкова, Дарья Столярова, Евгения Старцева, Екатерина Уланова, Ирина Филиштинская, Анастасия Подошвина, Сабина Гильфанова, Элица Василева, Ольга Бирюкова. Главный тренер — Ришат Гилязутдинов.
 «Динамо» Москва: Анастасия Бавыкина, Анастасия Маркова, Яна Щербань, Екатерина Раевская, Наталия Гончарова, Вера Ветрова, Екатерина Панкова, Екатерина Любушкина, Ирина Фетисова, Бетания де ла Крус де Пенья, Майя Поляк, Анна Малова. Главный тренер — Юрий Панченко.
 «Протон» (Саратовская область): Екатерина Енина, Анна Макарова, Мария Халецкая, Анна-Мириам Гансонре, Валерия Зайцева, Ольга Богданова, Елена Новик, Кристина Толстухина, Ели Сильви Уаттара, Елена Савкина, Дарья Талышева, Виктория Журбенко, Лора Китипова. Главный тренер — Роман Кукушкин.